# Allonzo Trier
Allonzo Brian Trier (* 17. Januar 1996) ist ein US-amerikanischer Basketballspieler, der zuletzt bei den Iowa Wolves unter Vertrag stand.

## Laufbahn
Der aus Seattle (US-Bundesstaat Washington) stammende Trier besuchte als Jugendlicher zeitweise keine Schule, sondern wurde zu Hause unterrichtet und spielte währenddessen für Oklahoma City Storm, eine Auswahl von Spielern, die zu Hause unterrichtet werden. In der Saison 2013/14 war er an der Montrose Academy in Maryland und wechselte 2014 für ein Jahr nach Las Vegas zu Findlay Prep. In seinem letzten Jahr als Schüler erzielte er für Findlay Prep pro Spiel Mittelwerte von 26,4 Punkten, 5,4 Rebounds sowie 2,1 Korbvorlagen. Anfang August 2014 gab er seine Entscheidung bekannt, ab 2015/16 an der University of Arizona zu studieren und für deren Basketball-Mannschaft in der ersten NCAA-Division zu spielen.
Auf Hochschulniveau hinterließ er unverzüglich Eindruck, in seiner ersten Saison an der University of Arizona stand er bei 27 Einsätzen 21 Mal in der Anfangsaufstellung und erzielte insgesamt Mittelwerte von 14,8 Punkten und 3,3 Rebounds je Begegnung. Im Spieljahr 2016/17 war Trier mit 17,2 Punkten pro Spiel bester Korbschütze der Mannschaft, noch vor dem Finnen Lauri Markkanen. Während Markkanen anschließend ins Profigeschäft wechselte, blieb Trier ein weiteres Jahr an der Uni und war in der Saison 2017/18 zweitbester Werfer: Er kam in 33 Spielen auf einen Mittelwert von 18,1 Punkten je Partie, vor ihm lag noch Deandre Ayton mit 20,1 Zählern pro Spiel.
Unmittelbar nach dem Saisonende im März 2018 gab Trier bekannt, sich für das Draft-Verfahren der NBA anzumelden und somit die University of Arizona nach drei Jahren zu verlassen. Allerdings entschloss sich kein NBA-Vertreter, sich die Rechte an Trier zu sichern, was er selbst als „schockierend“ beschrieb.  Er schaffte dennoch den Sprung in die NBA: Im Juni 2018 unterschrieb er einen Zweiwegevertrag mit den New York Knicks und erzielte bei seinem Einstand im Oktober 2018 gegen die Atlanta Hawks 15 Punkte. Ende Juni 2020 wurde er aus dem Vertrag entlassen, bis dahin hatte er in New York seit dem Beginn seiner NBA-Zeit im Durchschnitt 9,7 Punkte pro Partie erzielt.
Im Spieljahr 2020/21 stand er in neun Partien für die Iowa Wolves (NBA G-League) auf dem Feld.

### Nationalmannschaft
2014 wurde Trier mit der Nationalmannschaft der USA U18-Amerikameister und 2015 Weltmeister in der Altersklasse U19.